# Șerban Horia Popescu
Șerban Horia Popescu (n. 19 februarie 1937, Câmpulung-Muscel) a fost un opozant al regimului comunist.

## Biografie
După absolvirea liceului, Șerban Horia Popescu s-a înscris la Facultatea de Medicină din București. În perioada când era student în anul II a participat la mișcările studențești din București din 1956. Pentru că a fost unul dintre organizatorii unui miting de solidaritate cu studenții arestați, programată pentru ziua de 15 noiembrie 1956, a fost arestat la 8 noiembrie 1956. Ancheta sa a fost condusă de locotenent major Gheorghe Mihăilescu, locotenent major Constantin Popescu, locotenent major Vasile Dumitrescu și locotenent major Dumitru Preda. Prin sentința Nr. 234 din 15 februarie 1957 a Tribunalului Militar București, Șerban Horia Popescu a fost condamnat la 1 an și 6 luni închisoare corecțională. A fost eliberat, după executarea sentinței, la 6 mai 1958. 
După eliberare s-a înscris la Facultatea de Mecanică a Institutului Politehnic București, luându-și diploma de inginer.